# Pahost
Pahost (belarusiska: Пагост) är en agropolis i Belarus. Den ligger i rajonen Berazіno rajon i voblasten Minsks voblast, i den centrala delen av landet, 100 km öster om huvudstaden Minsk. Pahost ligger 162 meter över havet och antalet invånare är 728.

## Natur och klimat
Terrängen runt Pahost är mycket platt. Närmaste större samhälle är Berazіno, 10,6 km väster om Pahost.
Trakten runt Pahost består till största delen av jordbruksmark. Runt Pahost är det glesbefolkat, med 16 invånare per kvadratkilometer.